# Umesamische Sprache

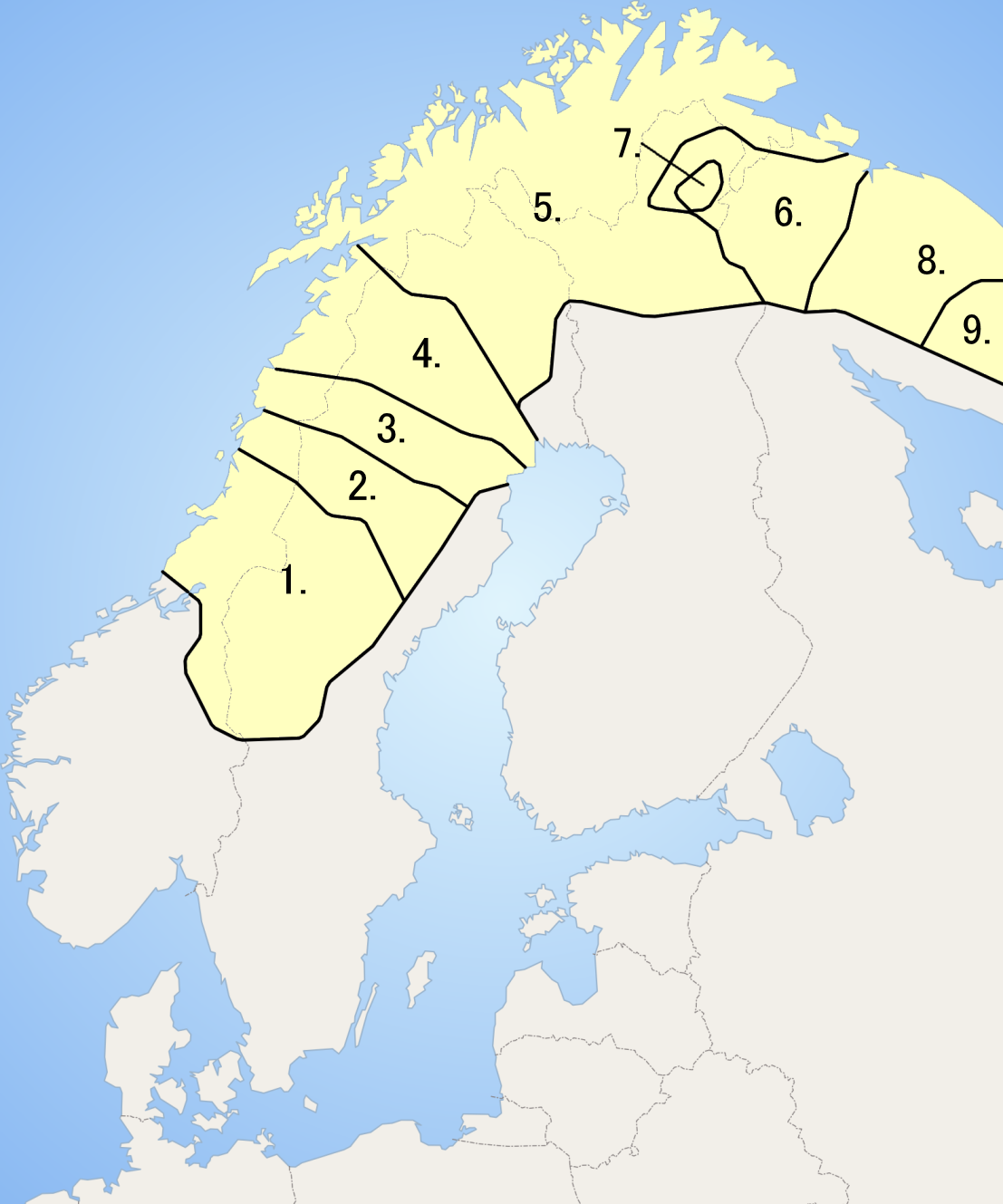
Nr. 2 zeigt das Verbreitungsgebiet des Umesamischen.

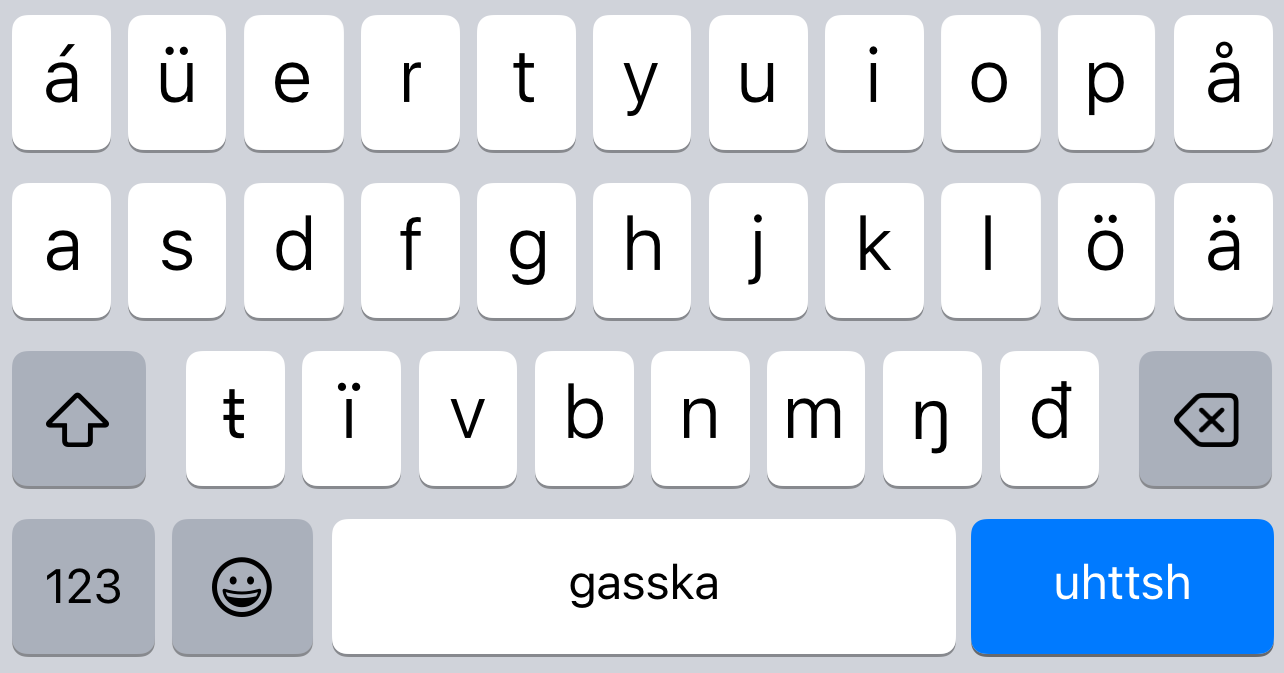
Umesamische Bildschirmtastatur auf einem iPhone

Umesamisch (andere Schreibweisen: Umesaamisch oder Umesámisch; Eigenbezeichnung: ubmejesámien giälla) ist eine samische Sprache und gehört zur finno-ugrischen Sprachfamilie. Die Anzahl der Sprecher ist äußerst gering (Ethnologue nennt 20 Sprecher, Såhkie – Umeå sameförening unter 100) und beruht hauptsächlich, aber nicht ausschließlich, auf einigen älteren Sprechern. Die umesamische Orthographie wurde 2016 anerkannt.

## Alphabet
Das Alphabet besteht aus 30 Zeichen.
| Letter | Phoneme(s)               |
| ------ | ------------------------ |
| A a    | /ʌ/                      |
| Á á    | /ɑː/                     |
| B b    | /p/                      |
| D d    | /t/                      |
| Đ đ    | /ð/                      |
| E e    | /e/, /eː/                |
| F f    | /f/                      |
| G g    | /k/                      |
| H h    | /h/                      |
| I i    | /i/                      |
| Ï ï    | /ɨ/                      |
| J j    | /j/                      |
| K k    | /hk/, /k/                |
| L l    | /l/                      |
| M m    | /m/                      |
| N n    | /n/                      |
| Ŋ ŋ    | /ŋ/                      |
| O o    | /o/ (nur in Diphthongen) |
| P p    | /hp/, /p/                |
| R r    | /r/                      |
| S s    | /s/                      |
| T t    | /ht/, /t/                |
| Ŧ ŧ    | /θ/                      |
| U u    | /u/, /uː/                |
| Ü ü    | /ʉ/, /ʉː/                |
| V v    | /v/                      |
| Y y    | /y/                      |
| Å å    | /o/, /ɔː/                |
| Ä ä    | /ɛː/                     |
| Ö ö    | /œ/ (nur in Diphthongen) |

## Verbreitung und Abgrenzung
Die Bezeichnung Umesamisch bezieht sich auf das Ausbreitungsgebiet, welches im Süden durch den Ume-Fluss abgegrenzt wird. Als nördliche Grenze kann man den Pite-Fluss bezeichnen. Das umesamische Gebiet umfasst die schwedischen Kommunen Arjeplog (wo teilweise auch Arjeplogssamisch gesprochen wird oder wurde), Arvidsjaur, Sorsele und Tärna und, historisch betrachtet, auch Rana in Norwegen. Umesamisch wird zu den westlichen samischen Sprachen gerechnet und zählt zusammen mit Südsamisch zu deren südlicher Gruppe, also zu den südsamischen Sprachen im weiteren Sinne. Das Umesamische weist sowohl Züge südlicherer als auch nördlicherer samischer Sprachen auf und ist damit eine Übergangssprache: Während der Vokalismus des Umesamischen dem Südsamischen ähnelt, kommt im Umesamischen auch Stufenwechsel wie in allen nördlicheren samischen Sprachen (aber nicht im Südsamischen) vor.

## Geschichte
Die ersten gedruckten Bücher in einer samischen Sprache waren auf Umesamisch. Es handelte sich um religiöse Literatur, beispielsweise ein 1619 veröffentlichter Katechismus. Pehr Fjellström, der die Skytteanska skolan für samische Kinder in Lycksele leitete und selbst aus dem pitesamischen Gebiet stammte, schrieb 1738 die erste Grammatik und das erste Wörterbuch des Umesamischen. Zwischen 1619 und 1811 wurden 30 Bücher auf Umesamisch veröffentlicht. Im 18. Jahrhundert war Umesamisch noch die Muttersprache der meisten Einwohner von Västerbotten. Friedrich Wilhelm von Schubert bemerkte auf seiner Skandinavienreise von 1817 bis 1820 auch die Unterschiede zwischen den samischen Sprachen und die Zwischenstellung des in Lycksele gesprochenen Samischen innerhalb des Sprachkontinuums.
Doch im 19. Jahrhundert verstärkte sich die Kolonisation Lapplands, und die Sprach- und Assimilationspolitik Schwedens traf das Umesamische hart. Die Sprecherzahl nahm stark ab. Am 6. April 2016 wurde die umesamische Orthographie offiziell anerkannt. Inzwischen wird die Anzahl der Muttersprachler mit etwa zehn Personen in Schweden und keinen mehr in Norwegen angegeben, als Zweitsprache wird Umesamisch jedoch von etwa hundert Personen gesprochen und die Anzahl der Zweitsprachler wächst. Der Verein Álgguogåhtie – umesamer i samverkan setzt sich für die Revitalisierung der Sprache ein.

## Dialekte
Die Lokaldialekte des Umesamischen kann man in die östlichen Walddialekte, den Dialekt von Sorsele und den von Nord-Tärna einteilen. Allerdings sind die Dialekte des Umesamischen nur noch anhand von Archivmaterial zu bestimmen.

## Grammatik

### Stufenwechsel
Umesamisch weist, anders als das Südsamische, teilweise Stufenwechsel auf.

### Umlaut
Umlaut spielt im Umesamischen eine wichtige Rolle. Vokale werden regelmäßig von folgendem /i/ und /u/ umgelautet:
|       | + i        | + u    |
| ----- | ---------- | ------ |
| i     | i          | y      |
| u     | ü          | u      |
| å     | ü          | u      |
| a     | ä          | å      |
| ie    | ii         | yö     |
| iei   | ii         | yöy    |
| oi    | üi         | ui     |
| äi    | ii         | öi     |
| ai    | äi         | åi     |
| ua(i) | üe, üi, üü | uu     |
| uou   | üw/yöy     | uuw    |
| ou    | üw/üü      | ?      |
| au    | äy         | ou     |
| eä    | ii         | yö (ö) |

### Morphologie
Die morphologischen Mittel im Umesamischen sind phonologische Veränderungen (Stufenwechsel), Suffigierung, Zusammensetzung und Enklitisierung. Bei Verben und Substantiven unterscheidet man zwischen gleichsilbigen und ungleichsilbigen Wortstämmen.

#### Verben
Das Verb kennt neben dem Singular und Plural auch eine Dualis-Form.
| gullat „hören“ | Singular | Dual   | Plural   |
| -------------- | -------- | ------ | -------- |
| 1. Person      | guulou   | gullan | gullahpa |
| 2. Person      | guulah   | gulla  | gulla    |
| 3. Person      | gullaa   | gulla  | gülläh   |

#### Substantive
Die Substantive flektieren nach zwei Numeri, d. h. nur Singular und Plural. Die Personalpronomen hingegen kennen auch den Dual.
| mannaa „Kind“ | Singular | Plural     |
| ------------- | -------- | ---------- |
| Nominativ     | mannaa   | maannaa(h) |
| Genitiv       | maanan   | maanai     |
| Akkusativ     | maanau   | maanaida   |
| Inessiv       | maanasna | Ø          |
| Elativ        | maanasta | maanaista  |
| Illativ       | mannaje  | maanaida   |
| Essiv         | mannana  | Ø          |
| Komitativ     | maanaina | maanai-    |

## Beispiel
| Text (mit südsamischer Orthographie) | Phonologische Transkription | Übersetzung |  |
| Jåa mojhtav akten daalvien goh tjuehkie sjadtji, goh båatsoej miarrije jåhhtajij jah idtjij naake biapmoev åajpmedh gåajvvodeh. Jiaknge jah iatnemisse sjadtji, dia båatsoej jaamedadtjeguutij. Dia tjuavverin jåhhtajidh ruapttoede viht bijjas, men dia tsievvie tij, idtjen åajpmedh baalliedh, gåajvvoedh. | /joo, mujhtaav aktən taalvien kuh čɯehkie šat'tij, kuh poocuoj miarrijə joh'taajij jah ič'čij naakə piapmuov oojpmət koojvvuot. jiakŋə jah iatnəmissə šat'tij, tia poocuoj jaamətaččəkɯɯtji. tia čuavvərin joh'taajit ruapttuotə viht pij'jaas, men tia sievvie lij, ič'čen oojpmət paalliet, koojvvuot./ | Ich erinnere mich an einen Winter, als es Bodeneis gab, als die Rentiere zum Meer losgelaufen sind und nicht nach Futter graben konnten. Eis war auf dem Boden und die Rentiere begannen eines nach dem anderen zu sterben. Dann mussten sie wieder hochwärts laufen, aber der Schnee war hart damals, so dass sie nicht graben konnten. |  |

## Musik
Die Musikerin Katarina Barruk, eine der jüngeren Sprecherinnen, singt auf Umesamisch.